# Petäikkösaari (ö i Norra Savolax, Nordöstra Savolax)
Petäikkösaari är en ö i Finland. Den ligger i sjön Juojärvi och i kommunen Tuusniemi i den ekonomiska regionen  Nordöstra Savolax ekonomiska region  och landskapet Norra Savolax, i den centrala delen av landet, 300 km nordost om huvudstaden Helsingfors. Öns area är 2,3 hektar och dess största längd är 290 meter i sydöst-nordvästlig riktning.